# Thí nghiệm 21 gam
Thí nghiệm 21 gam đề cập đến một nghiên cứu khoa học được Duncan MacDougall, một bác sĩ ở Haverhill, Massachusetts, công bố vào năm 1907. MacDougall đưa ra giả thuyết rằng linh hồn mang một trọng lượng vật chất, và đã thử đo khối lượng bị mất đi ở một người khi hồn lìa khỏi xác. MacDougall đã thử đo khối lượng thay đổi ở sáu bệnh nhân vào thời điểm lìa đời. Một trong sáu đối tượng đã mất đi ba phần tư ounce (21.3 gam).
MacDougall phát biểu rằng thí nghiệm của ông cần phải lặp lại nhiều lần trước khi đưa ra bất kỳ kết luận nào. Đa số cho rằng thí nghiệm này thất bại và phi khoa học, bởi vì kích thước mẫu nhỏ và các phương pháp được sử dụng, cũng như kết quả thực tế chỉ có một trong sáu đối tượng thỏa mãn được giả thuyết. Thí nghiệm này đã được đề cập như là một ví dụ của thiên kiến báo cáo có chọn lọc. Mặc dù bị bác bỏ trong cộng đồng khoa học, nhưng thí nghiệm của MacDougall đã truyền bá khái niệm cho rằng linh hồn có trọng lượng, mà cụ thể là nó nặng 21 gam.

## Thí nghiệm

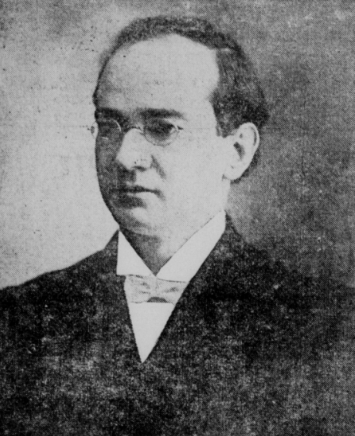
Duncan MacDougall, hình chụp năm 1911

Năm 1901, Duncan MacDougall, một bác sĩ ở Haverhill, Massachusetts, muốn xác định liệu linh hồn có trọng lượng hay không trên sáu bệnh nhân sắp chết trong các viện dưỡng lão. Bốn người bị lao, một người tiểu đường, và một người không rõ nguyên nhân. MacDougall đặc biệt chọn những người đang bị những căn bệnh vắt kiệt sức, vì ông cần những bệnh nhân còn nguyên vẹn khi họ chết để cân đo cho chính xác. Khi các bệnh nhận có biểu hiện hấp hối, toàn bộ giường của họ được đặt lên một cái cân có kích thước công nghiệp với độ nhạy trong hai phần mười ounce (5.6 gam). Với niềm tin rằng con người có linh hồn và động vật thì không, MacDougall sau đó đã cân đo trọng lượng của năm mươi con chó sau khi chết. MacDougall nói rằng ông muốn dùng những con chó bị bệnh hoặc đang hấp hối cho thí nghiệm của mình, nhưng không thể tìm được. Do đó người ta cho rằng ông ấy đã hạ độc những con chó khỏe mạnh.

### Kết quả
Một trong những bệnh nhân giảm trọng lượng nhưng sau đó lại tăng trở lại, hai trong số những bệnh nhân khác được ghi nhận có sự giảm trọng ngay lúc chết nhưng vài phút sau lại giảm nhiều hơn nữa. Một trong số các bệnh nhân đã mất "ba phần tư ounce" (21.3 gam) thể trọng, trùng vào thời điểm chết. MacDougall phớt lờ những kết quả từ một bệnh nhân khác bởi vì các cân đã "không được tinh chỉnh", và không tính những kết quả từ các bệnh nhân khác vì bệnh nhân chết trong khi vạch đo thiết bị chưa ổn định. MacDougall báo cáo rằng không có con chó nào giảm trọng sau khi chết.
Trong khi MacDougall tin vào những kết quả từ thí nghiệm của mình cho thấy linh hồn của con người có trọng lượng, báo cáo của ông, được công bố năm 1907, nói rằng thí nghiệm phải được lặp lại nhiều lần trước khi có kết luận.

## Phản ứng

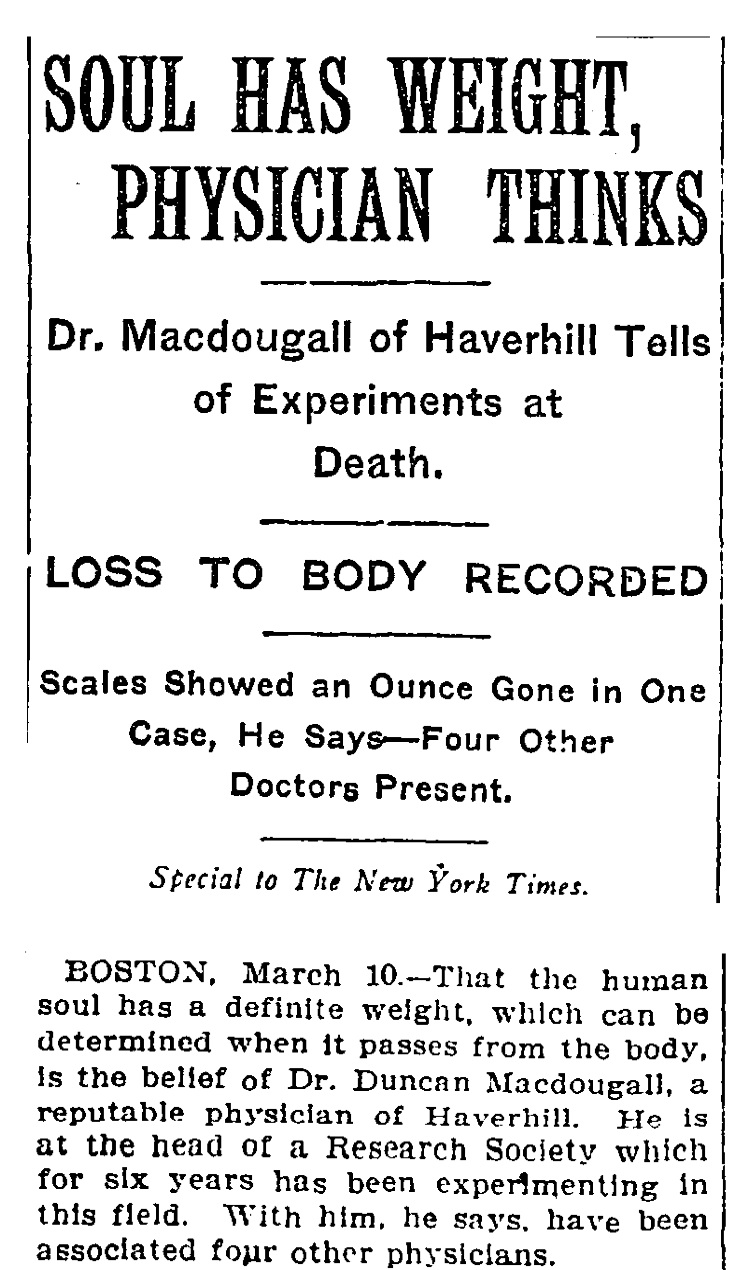
Bài trên tờ The New York Times ra ngày 11 tháng 3 năm 1907

Trước khi MacDougall có thể công bố những kết quả của thí nghiệm, thì tờ́ The New York Times đã đưa tin trước bằng một bài báo tựa đề "Soul has Weight, Physician Thinks" (tạm dịch: Bác sĩ tin rằng linh hồn có trọng lượng).  Những kết quả của MacDougall được công bố vào tháng 4 cùng năm trong Tạp chí khoa học của Hiệp hội Nghiên cứu Tâm linh Hoa Kỳ(Journal of the American Society for Psychical Research), và trong tạp chí y học American Medicine.

### Bình phẩm
Sau bài công bố thí nghiệm trên tạp chí American Medicine, bác sĩ Augustus P. Clarke đã chỉ trích tính hợp lý của thí nghiệm. Clarke lưu ý rằng tại thời điểm cái chết xảy ra, có một sự tăng đột ngột nhiệt độ cơ thể, bởi vì phổi không còn làm mát máu nữa, dẫn đến mồ hôi sẽ túa ra sau đó, và lượng mồ hôi này có thể dễ dàng chiếm tới 21 gam mà MacDougall thấy giảm đi. Clarke cũng chỉ ra rằng, vì những con chó không có tuyến mồ hôi, nên chúng không bị giảm trọng theo cách này sau khi chết. Lời chỉ trích của Clarke được xuất bản trong số tháng 5 của tạp chí American Medicine. Những lý luận giữa MacDougall và Clarke tranh cãi về tính hợp lý của thí nghiệm tiếp tục được đăng trong tờ tạp chí cho đến ít nhất là tháng 12 năm đó.
Thí nghiệm của MacDougall là chủ đề gặp nhiều nghi vấn, và ông bị cáo buộc cả hai vấn đề, đó là sai lầm trong phương pháp thí nghiệm và hoàn toàn gian lận trong việc thu thập kết quả. Lưu ý rằng chỉ có một trong sáu bệnh nhân được cân, cho ra kết quả hỗ trợ cho giả thuyết, Karl Kruszelnicki đã tuyên bố thí nghiệm là một trường hợp báo cáo có chọn lọc, vì MacDougall đã phớt lờ phần lớn các kết quả. Kruszelnicki cũng chỉ trích về việc lấy mẫu nhỏ, và đặt nghi vấn liệu bằng cách nào mà MacDougall có thể xác định chính xác thời điểm khi một người qua đời với chỉ bằng công nghệ thời đó. Nhà vật lý học Robert L. Park đã viết rằng những thí nghiệm của MacDougall "chẳng mang lại bất kì lợi ích khoa học nào cho thời nay", và nhà tâm lý học Bruce Hood đã viết rằng "bởi vì trọng lượng bị giảm là không đáng tin cậy hoặc có thể sao chép được, những phát hiện của ông ấy là phản khoa học". Giáo sư Richard Wiseman đã nói rằng trong giới khoa học, thí nghiệm bị giam hãm trong "một đống nghi vấn khoa học được liệt vào loại 'gần như chắc chắn là không đúng'".
Một bài viết trên trang Snopes năm 2013 nói rằng thí nghiệm không được hoàn thiện bởi vì những phương pháp được sử dụng rất đáng nghi, mẫu quá nhỏ, và khả năng để đo được những sự thay đổi của trọng lượng quá mơ hồ, kết luận: "không nên xem ý tưởng của thí nghiệm này đã chứng minh được một "điều gì đó", mà chỉ cần biết vào kết quả họ đã cân được linh hồn là 21 gam." Thực tế, MacDougall rất có thể đã đầu độc và giết chết năm mươi con chó khỏe mạnh để cố chứng minh nghiên cứu của mình, đó cũng là nguyên nhân bị chỉ trích.

## Di sản
Năm 1911, tờ The New York Times đưa tin MacDougall đang hi vọng thực hiện những thử nghiệm để chụp ảnh những linh hồn, nhưng dường như ông không tiếp tục nghiên cứu thêm nữa và qua đời vào năm 1920. Thí nghiệm của ông đã không được lặp lại.
Mặc dù bị giới khoa học bác bỏ, nhưng thí nghiệm của MacDougall đã truyền bá ý tưởng cho rằng linh hồn có trọng lượng, cụ thể nó nặng 21 gam. Đáng chú ý nhất, '21 Grams' đã được lấy làm tựa của một bộ phim năm 2013 có liên quan đến thí nghiệm.
Khái niệm về một linh hồn nặng 21 gam được đề cập trong nhiều phương tiện truyền thông, bao gồm trong một số phát hành năm 2013 của bộ manga Gantz, một podcast vào năm 2013 của chương trình phát thanh số Welcome to Night Vale và trong bộ phim The Empire of Corpses năm 2015. Ca khúc "21 Grams" năm 2015 của Niykee Heaton có câu "I just want your soul in my hands, feel your weight of 21 grams" (tạm dịch: "Tôi chỉ muốn cầm linh hồn anh trong tay, cảm nhận được trọng lượng 21 gam của anh"); một bài hát cùng tên phát hành năm 2017 của Thundamentals, và Travis Scott đề cập đến khái niệm này trong ca khúc "No Bystanders" phát hành năm 2018. MacDougall và những thí nghiệm của ông được kể lại một cách rõ ràng trong một bộ phim tài liệu Beyond and Back năm 1978, và ở tập năm trong mùa đầu tiên của Dark Matters: Twisted But True. Một nhà khoa học hư cấu người Mỹ tên là "Mr. MacDougall" xuất hiện trong tiểu thuyết Soulless của Gail Carriger năm 2009, như là một chuyên gia trong việc cân đo linh hồn.